# Ponte della Seudre
Il ponte della Seudre, detto anche viadotto della Seudre, è un ponte stradario che scavalca il fiume Seudre nei pressi del suo estuario collegando i comuni di La Tremblade e Marennes nel dipartimento della Charente Marittima, regione della Nuova Aquitania.
Si tratta di un'opera d'arte costruita tra il 1971 e il 1972, allo scopo di facilitare i collegamenti fra la penisola di Arvert, il bacino ostricario di Marennes-Oléron e l'isola di Oléron. Esso si trova lungo la strada nazionale RN 728.
La lunghezza totale dell'opera, realizzata in cemento armato precompresso, è di 1024 metri, con un'altezza di poco più di 20. Lo spessore totale del piano stradale varia da 2,50 a 4,50 metri.